# Thestor aridus
Thestor aridus är en fjärilsart som beskrevs av Van Son 1941. Thestor aridus ingår i släktet Thestor och familjen juvelvingar. Inga underarter finns listade i Catalogue of Life.